# رادرفوردیم-۲۵۸
رادرفوردیم-۲۵۸ یکی از ایزوتوپ‌های رادرفوردیم است که نیمه عمر آن معادل ۱۲ میلی ثانیه تخمین زده شده‌است و با شکافت خود به خودی و واپاشی آلفا تجزیه می‌شود.
در سال ۱۹۶۹، پژوهشگران دانشگاه کالیفرنیا در برکلی این ایزوتوپ را با ترکیب کالیفرنیم و کربن و از طریق برخورد با یک منبع انرژی قوی تولید کردند.
{\displaystyle \mathrm {^{249}_{98}{Cf}+_{6}^{12}C\rightarrow _{104}^{258}Rf^{*}+4_{0}^{1}n} }
گروه مؤسسه مشترک تحقیقات هسته‌ای در سال ۲۰۰۰ اعلام کردند که از یک واکنش همجوشی هسته‌ای برای ساخت رادرفوردیم استفاده کردند. آن‌ها ۲۵۶No را مشاهده کردند که محصول واپاشی ۲۶۰Rf بوده‌است؛ و یک اتم ۲۵۹Rf را — که خود تجزیه شد — نیز رصد کردند. از این رو آزمایش را بارها تکرار کردند ولی نتایج متفاوتی به‌دست آمد. این امر باعث مداخلهٔ آزمایشگاه ملی لارنس برکلی برای تکرار آزمایش نیز شد تا محصول این آزمایش مشخص شود. در نهایت ۴ ایزوتوپ متفاوت ۲۶۱Rf, ۲۶۰Rf، ‏۲۵۹Rf, ۲۵۸Rf به‌دست آمد.
{\displaystyle \mathrm {^{238}_{92}U+_{12}^{26}Mg\rightarrow _{104}^{264}Rf^{*}} \rightarrow {\begin{cases}\mathrm {^{261}_{104}Rf+3_{0}^{1}n} \\\mathrm {^{260}_{104}Rf+4_{0}^{1}n} \\\mathrm {^{259}_{104}Rf+5_{0}^{1}n} \\\mathrm {^{258}_{104}Rf+6_{0}^{1}n} \end{cases}}}